# Tulipa polychroma
Tulipa polychroma là một loài thực vật có hoa trong họ Liliaceae. Loài này được Stapf miêu tả khoa học đầu tiên năm 1885.